# Claus von Borcke
Claus Rüdiger Georg von Borcke (* 9. Januar 1868 in Hamburg; † 10. November 1949 in Kassel) war ein deutscher Verwaltungsbeamter.

## Leben
Claus von Borcke studierte an der Georg-August-Universität Göttingen. 1888 wurde er Mitglied des Corps Saxonia Göttingen. Nach Abschluss des Studiums und dem Referendariat wurde er Regierungsassessor im preußischen Staatsdienst. Von 1904 bis 1920 war er Landrat des Landkreises Liebenwerda. Als Oberregierungsrat war er anschließend als Vorsteher des Finanzamtes in Teltow und bei der Präsidialstelle des Landesfinanzamtes Brandenburg in Berlin tätig. 1933 wurde er pensioniert.
Er war Rittmeister der Reserve im Dragoner-Regiment Nr. 12.
Von Borcke war viermal verheiratet. Am 17. Juni 1897 heiratete er Henny Freiin von Haxthausen (1874–1900), am 26. Mai 1906 Elisabeth Freiin von Haxthausen (* 1883) (geschieden 1921), am 8. Oktober 1906 Elisabeth Bennaton (* 1898) (geschieden 1924) und am 30. Juli 1924 Anneliese Plathner (* 1896).
Aus der zweiten Ehe stammen die Kinder:
- Vicco (* 1907) ⚭ 1923 Ilse Wichterich (* 1914), gesch. 1936
- Ellinor (* 1908) ⚭ 1934 Eduard von Starck

Aus der vierten Ehe stammt die Tochter:
- Jutta (* 1927)